# Chariesthes kenyensis
Chariesthes kenyensis är en skalbaggsart som beskrevs av Stefan von Breuning 1960. Chariesthes kenyensis ingår i släktet Chariesthes och familjen långhorningar.
Artens utbredningsområde är Kenya. Inga underarter finns listade i Catalogue of Life.